# Jean-Baptiste Malenge Kalunzu
 (mai 2025).
Jean-Baptiste Malenge Kalunzu est un prêtre catholique, journaliste, écrivain et philosophe de la République démocratique du Congo.

## Biographie

### Enfance
Né le 6 mai 1960 à Gungu, dans la province du Kwilu, il est élève à Gungu puis dans la ville de Kikwit et dans le village de Lozo-Munene, village d'origine de ses parents. Après deux années au Collège Ufuta (ex Saint Jean-Baptiste) de Kilembe, il est admis, sur concours en 1974, au petit séminaire de Laba, dans le territoire d'Idiofa. À dix-sept ans, il fonde, avec des amis, la revue scolaire Tam-Tam de Laba puis devient correspondant de l'émission Excelsior de la radio provinciale, La Voix du Zaïre/Bandundu.

### Études supérieures
En 1978, trois jours après les résultats du baccalauréat, il entre au noviciat des missionnaires oblats de Marie-Immaculée à Ifwanzondo (Idiofa). Le 8 septembre 1979, il prononce ses premiers vœux de religion. Les études sacerdotales l'emmènent alors à Kinshasa pour le cycle de philosophie. Il est élu rédacteur en chef adjoint puis rédacteur en chef de l'organe des étudiants Raison Ardente, de l'institut jésuite de philosophie Saint Pierre Canisius de Kimwenza. En 1981, son roman (inédit) Coûte que coûte remporte le premier prix au concours littéraire organisé à Idiofa par le bureau diocésain Développement Progrès Populaire (D.P.P.).
Son mémoire de graduat Pour une philosophie émancipatrice est une lecture de La crise du Muntu du Camerounais Fabien Eboussi Boulaga.
En 1983, trois de ses poèmes figurent dans J'entends battre le cœur de l'Afrique, anthologie de poètes publiés par l'Union des écrivains zaïrois.
À l'issue du premier cycle de philosophie, le programme de sa formation sacerdotale lui impose un an de stage. Il le divise en deux : la dernière partie le verra à Mutoy, dans le territoire de Bulungu, comme secrétaire dans un centre de santé. Pour la première partie, il passe « par ondes et par plans » pour « six mois de stage à l'Office zaïrois de radiodiffusion et de télévision ». Il esquisse ainsi le besoin de « voir les médias servir la cause de l'évangélisation ».
En octobre 1983, il entame le cycle de théologie. Le stage d'initiation à la production audiovisuelle le dote d'un contrat de collaborateur avec l'Office zaïrois de radiodiffusion et de télévision. Il produit et présente des émissions à la radio pendant les quatre ans de ses études de théologie à l'Institut Saint-Eugène de Mazenod de Kinshasa. Par ailleurs, sous le pseudonyme Sha Mabula ou sous son vrai nom, il collabore à la revue mensuelle Zaïre-Afrique (actuel Congo-Afrique).
En 1987, dans tout le pays, un extrait d'un article paru en 1985 sur les « paysans en marche » est proposé comme texte de français aux élèves soumis au baccalauréat.
Jean-Baptiste Malenge s'intéresse surtout à la « question nègre » et particulièrement à la manière dont les esclaves et autres colonisés ont recouru à l'évangile pour lire et dire leur espérance. L'ouvrage Le Christ noir-américain de l'assomptionniste français Bruno Chenu devient l'un de ses livres de chevet. Sa spiritualité se dessine ainsi comme celle du « prêtre dans la rue ». Il consacre son mémoire de théologie à la théologie narrative : « Théologie africaine, théologie narrative. »

### Ordination
Il est ordonné prêtre le 2 août 1987 à Kinshasa par Eugène Biletsi, évêque d'Idiofa, dans la congrégation des Missionnaires oblats de Marie Immaculée.
De 1987 à 1988, il est à la Conférence épiscopale nationale du Congo comme producteur-animateur du Jour du Seigneur, l'émission religieuse catholique, diffusée dans la capitale Kinshasa par la radio et la télévision nationales.
De 1988 à 1990, il effectue le deuxième cycle d'études en philosophie à l'Université catholique de Louvain (UCL) en Belgique.
À la fin de l'année 1990, il séjourne à Bangkok en Thaïlande comme membre du groupe de recherche sur Langage audiovisuel et cultures, un projet du Centre de recherche en communication - Expression de la foi (CREC-AVEX) basé à Lyon (France).

### Depuis 1990
Ancien secrétaire de la commission épiscopale des communications sociales à la Conférence épiscopale nationale du Congo, il est depuis 1992, correspond local de Radio Vatican (émission Rendez-vous avec l'Afrique).
De 1992 à 1994, lorsque le vent de la démocratisation de l'Afrique fait vivre son pays à l'ère du forum de la Conférence nationale, il produit Maintenant ou jamais, une chronique diffusée chaque matin sur la Voix du Zaïre, la radio nationale.
Depuis 1992, il est membre du comité de rédaction du magazine Renaître fondé en 1991 par la conférence des évêques.
En 1995, il participe à la formation des premiers animateurs de la radio catholique de l'archidiocèse de Kinshasa, Radio Elikya dont il est l'un des animateurs.
Retourné à l'Université catholique de Louvain (Belgique) en 1997, il en sort muni d'un diplôme de deuxième cycle en information et communication, docteur en philosophie avec spécialisation en philosophie de la communication de l'Institut supérieur de philosophie après avoir soutenu sa thèse de doctorat L'universel au cœur du particulier - Philosophie africaine, philosophie de la communication le 3 juillet 2002. Cette thèse de doctorat a été préparée sous la direction du professeur Marc Maesschalck.
Par mandat épiscopal national, il a été nommé depuis le 16 juillet 2003 au poste de directeur du service des moyens de communication sociale et de secrétaire adjoint de la Commission épiscopale de l'évangélisation où il avait travaillé comme producteur et présentateur en 1987-1988. Les évêques créent la Commission épiscopale des communications sociales en 2007, le nomment, en janvier 2008, Secrétaire de cette nouvelle Commission. Il achève son mandat en 2011.
En 2012, il enseigne la philosophie et la communication à l'Institut africain des sciences de la Mission et à l'Institut théologique Saint-Eugène de Mazenod à Kinshasa. Il est aussi professeur de philosophie de la communication au grand séminaire saint André Kaggwa de l'archidiocèse de Kinshasa. Il a dispensé le même cours à la Faculté de philosophie Saint Pierre Canisius de Kimwenza et celui de l'éthique de la communication au grand séminaire de théologie Jean-XXIII de Kinshasa.
Il est membre de l'équipe internationale des formateurs du Centre de recherche et d'éducation en communication (CREC) fondé à Lyon (France) en 1971.
Il est également membre du Conseil d'administration de la naissante Agence de presse catholique africaine créée par le Symposium des conférences épiscopales d'Afrique et de Madagascar (SCEAM).

### Philosophie africaine, philosophie de la communication
L'œuvre majeure de Jean-Baptiste Malenge reste à ce jour sa thèse de doctorat publiée en 2011 et en 2012 sur « Philosophie africaine, philosophie de la communication ». L'auteur soutient que la philosophie de la communication est le paradigme qui aidera, enfin, l'Afrique à honorer son projet d'autonomie, d'indépendance et de relation saine avec l'Occident, dans l'ère de la mondialisation. Il s'agit de réconcilier l'afro-pessimisme et l'afrocentrisme.
Le philosophe Kä Mana, qui trouve le livre « très lumineux »"], parle de « la splendeur de la philosophie africaine », en fait une lecture critique et éthique. Il trouve le projet « manifestement philosophique, puissamment politique et radicalement éducatif ». Et il conclut « Nous devons être reconnaissants à Malenge Kalunzu de nous avoir proposé cette sagesse dans un monde qui en a plus que jamais besoin dans ses réalités vitales, dans ses rêves rayonnant comme et dans la splendeur de ses nouvelles espérances ».
Pour sa part, le professeur Célestin Dimandja, qui présente l'ouvrage au lecteur, salue une « pensée neuve ». Il estime « En lisant Philosophie africaine, philosophie de la communication de Jean-Baptiste Malenge, on se prend à penser que presque tout restait à dire. Notamment sur la logique « politique » (au sens fort du terme) qui préside au développement de cette philosophie. Et aussi sur la modernité d'un discours qui ne cessait pas d'intriguer tellement les points de connexion semblaient sinon absents du moins difficiles à saisir ».
Quant au préfacier, le professeur Théodore Mudiji, il situe Malenge « au carrefour de codes du savoir et du faire, conjugués d'une manière inédite ». Et il pense que « Malenge sonde un réseau complexe du savoir à situer au carrefour des sciences comme la philosophie, la théologie, la politique, la sociologie, la linguistique, la communication, etc. Il réalise une recherche scientifique rationnelle, systématique et spécialisée caractérisée par le passage qualitatif de méthode et d'intelligibilité ».

### Des médias pour l'évangélisation
La philosophie de la communication conduit aussi à explorer les possibilités d'une appropriation optimale des médias pour l'évangélisation de l'Afrique. Les deux assemblées spéciales du synode des évêques pour l'Afrique, en 1994 et en 2009 l'ont préconisé : la communication et l'information comptent parmi les défis majeurs et les champs prioritaires de l'évangélisation de l'Afrique.
Jean-Baptiste Malenge a publié ainsi Liberté d'expression en 1993, Jésus au micro en 1994, Jésus au bout du clic en 2014, Médias et formation à la vie consacrée en 2015 et Evangéliser les médias, un défi chrétien en 2016. En 2019, il rassemble des chroniques radiophoniques sous le titre Au cœur des jours et des nuits.
Engagé depuis longtemps dans les médias catholiques de la RDC, Jean-Baptiste Malenge est allé plus loin encore lorsqu'il fut appelé au service de la Conférence épiscopale. Il a favorisé la création de la Commission épiscopale des communications sociales (CECOS). En 2011, il a aidé à la formation à la culture médiatique des évêques eux-mêmes et des responsables des médias diocésains. Par des rencontres animées dans les six provinces ecclésiastiques (Bukavu, Kananga, Kinshasa, Kisangani, Lubumbashi et Mbandaka), il a fait créer un véritable réseau des médias catholiques et des responsables des Commission des communications sociales dans les quarante-sept diocèses de la RDC.
L'Église catholique de la RDC cherche ainsi à évangéliser les médias et à accompagner les journalistes catholiques et autres professionnels des médias pour les éclairer dans les questions d'éthique et de déontologie.
Jean-Baptiste Malenge est devenu, en 2012, membre du comité de rédaction d'Oblatio, la revue de recherche de sa congrégation religieuse, publiée à Rome par l'administration générale de la congrégation des Missionnaires Oblats de Marie Immaculée. La même année, il a été nommé rédacteur en chef de la Revue africaine des Sciences de la Mission, publication de l'Institut Saint Eugène de Mazenod de Kinshasa.
En 2017, son essai intitulé La guerre est un crime stigmatise notamment le fait que les médias donnent facilement la parole à la violence.
En 2019, le prélat du Saint-Père Monseigneur Janvier Yaméogo, préfaçant le livre Au coeur des jours et des nuits, relève qu'il s'agit à la fois de chroniques radiophoniques, de réflexions philosophiques et de méditations spirituelles, et il signale que ce sont "des paraboles pour notre temps pétries, enrobées de l'expérience, du regard perçant de l'auteur, Jean-Baptiste Malenge, regard affiné par la relation au Christ restant bien enraciné dans la culture mouvante de nos villes et de nos campagnes". Il reconnaît le "talent de philosophe, théologien et storryteller" et souligne que le livre est "le fruit d'une longue expérience de la communication qui est au cœur de la vie et de la culture".
En avril 2020, pendant la crise sanitaire mondiale du coronavirus, Jean-Baptiste Malenge produit sur internet une demi-heure d'émission radiophonique quotidienne intitulée "La vie ou la mort face au coronavirus". L'émission est reprise par quatre stations de radiodiffusion à Kinshasa, Bukavu, Mwene-Ditu et Lisala.
Du 31 janvier au 5 février 2023, Jean-Baptiste Malenge a été désigné par la Conférence épiscopale nationale du Congo (Cenco) pour être parmi les soixante-quinze journalistes internationaux qui ont accompagné le pape François dans son voyage en République démocratique du Congo et au Soudan du sud.
En 2024, le professeur Jean-Baptiste Malenge a été nommé doyen de la faculté des Sciences de l'information et de la communication de l'Université De Mazenod de Kinshasa.

## Œuvres
Jean-Baptiste Malenge est l'auteur de :

## Pour approfondir